# AOAC International
AOAC International è un'associazione scientifica no profit attiva nel campo della chimica analitica, pubblicando metodiche ufficiali standard di analisi chimica e microbiologica. Ha sede a Rockville, Maryland, negli Stati Uniti d'America.
I suoi membri, su base volontaria, provengono dalle agenzie governative, dal mondo accademico, da organizzazioni internazionali, laboratori di ricerca e dall'industria.

## Storia
L'AOAC venne fondata nel 1884, col nome Association of Official Agricultural Chemists, per iniziativa del Dipartimento dell'Agricoltura degli Stati Uniti d'America (USDA). Il suo scopo era quello di adottare dei metodi uniformi per l'analisi dei fertilizzanti. Col passare degli anni il suo campo di interesse si ampliò includendo anche l'industria e la salute pubblica; per riflettere meglio tale cambiamento, nel 1965 il nome mutò in Association of Official Analytical Chemists.

## Attività
L'attività principale di AOAC International consiste nello sviluppare metodi analitici standard accettati dalla comunità globale. Tali metodi trovano, ad esempio, applicazione nell'analisi di bevande e alimenti, integratori alimentari, mangimi, fertilizzanti, l'analisi del suolo e dell'acqua, dei farmaci a uso umano e veterinario, ecc. Molte di queste metodiche sono citate all'interno degli standard del Codex Alimentarius.
Oltre a pubblicare Official Methods of Analysis of AOAC INTERNATIONAL, che raccoglie tutte le metodiche analitiche, l'AOAC pubblica anche la rivista scientifica Journal of AOAC INTERNATIONAL. Si occupa inoltre della validazione dei metodi e del controllo della qualità.